# Wolf (Schiff, 1864)
Die Wolf war ein Schiff der Jäger-Klasse, einer Klasse von insgesamt fünfzehn Dampfkanonenbooten II. Klasse der Königlich Preußischen Marine, der Marine des Norddeutschen Bundes sowie der Kaiserlichen Marine.

## Bau und Dienstzeit
Die Wolf wurde Mitte des Jahres 1859 bei der Stettiner Werft Liegnitz in Auftrag gegeben und lief als letztes Schiff ihrer Klasse am 29. April 1860 vom Stapel. Nach der Fertigstellung im Herbst 1860 wurde das Schiff zum Stützpunkt der Kanonenboote auf den Dänholm überführt, dort abgerüstet und aufgeschleppt.
Erst am 21. Februar 1864 wurde die Wolf erstmals in Dienst gestellt und der III. Flottillen-Division zugeteilt, mit der sie am Deutsch-Dänischen Krieg teilnahm. Am 3. Juli geriet das Schiff nahe Hiddensee in ein Gefecht mit dänischen Schiffen. Nach Kriegsende wurde es am 23. September wieder außer Dienst gestellt.
Am 3. April 1866 wurde die Wolf erneut aktiviert, um als Vermessungsschiff an der Nordseeküste tätig zu werden. Gemeinsam mit der Loreley trat das Kanonenboot am 22. April den Marsch nach Wilhelmshaven an, das zum Hauptliegehafen der Wolf bestimmt wurde. Die Vermessungsarbeiten wurden durch den Ausbruch des Krieges gegen Österreich unterbrochen. Für den Krieg wurde die Wolf einer Flottille unter Führung der Arminius zugeteilt, nahm jedoch an keinen Einsätzen teil. Am 24. Juni schleppte das Schiff vier Schuten, die mit erbeuteten hannoverischen Waffen beladen waren, von Brunshausen nach Altona.
Nach dem Ende der militärischen Handlungen gegen Österreich und Hannover setzte die Wolf ihre Vermessungsarbeit bis zu ihrer am 10. November 1866 in Geestemünde erfolgten Außerdienststellung fort. Nach dem Winter wurden die Arbeiten vom 24. April bis zum 26. Oktober 1867 fortgesetzt und sollten auch das Jahr 1868 andauern. Nach der erneuten Aktivierung am 21. April 1868 musste die Wolf jedoch bereits nach 15 Tagen wieder außer Dienst gestellt werden, da die Finanzmittel der Marine durch den Preußischen Landtag gekürzt wurden und die Zahl der aktiven Schiffe reduziert werden musste.
Ab dem 1. Juni 1870 löste die Wolf die Prinz Adalbert als Stationsschiff von Altona ab. Mit Ausbruch des Deutsch-Französischen Krieges wurde das Kanonenboot im Vorpostendienst auf der Jademündung eingesetzt, ohne in Kampfhandlungen verwickelt zu werden. Ab dem März 1871 setzte es die Vermessungsarbeiten fort und wurde am 19. Juni außer Dienst gestellt. Im Sommer 1872 wurde die Wolf kurzzeitig als Tender für das Artillerieschulschiff Renown eingesetzt und sollte im Dezember schließlich nach Kiel überführt werden. Aufgrund starken Eisgangs wurde dies jedoch bis zum April 1873 verschoben.

## Verbleib
Die Wolf wurde am 26. September 1875 aus der Liste der Kriegsschiffe gestrichen und als Minenprahm in Kiel verwendet. Am 4. August 1884 wurde der Rumpf als Zielschiff für das Torpedoversuchsschiff Blücher genutzt und durch einen scharfen Torpedo versenkt. Er wurde anschließend wieder gehoben und abgewrackt.

## Kommandanten
| 21. Februar bis Mai 1864             | Fähnrich zur See von Treuenfeld                      |
| Mai 1864                             | Fähnrich zur See Friedrich von Hollmann              |
| Mai bis 23. September 1864           | Leutnant zur See Graf von Pfeil                      |
| April 1866                           | Unterleutnant zur See Conrad Dietert                 |
| April bis Oktober 1866               | Leutnant zur See Otto Zembsch                        |
| Oktober bis 10. November 1866        | Unterleutnant zur See Dietert                        |
| 24. April bis 26. Oktober 1867       | Leutnant zur See Matthesen                           |
| 21. April bis 6. Mai 1868            | Leutnant zur See Rudolf Hoffmann                     |
| 1. Juni bis September 1870           | Leutnant zur See Koebcke                             |
| 15. September 1870 bis 19. Juni 1871 | Unterleutnant zur See/Leutnant zur See Franz Strauch |
| August 1872                          | unbekannt                                            |
| 11. bis 31. Dezember 1872            | Leutnant zur See Weddig                              |
| April bis 2. Mai 1873                | Leutnant zur See Graf von Haugwitz                   |